# سالم (حيفا)
سالم (بالعبرية: סאלם) هي قرية عربيّة تقع ضمن منطقة المُثلّث وتحديدًا الشمالي منه، بالقُربِ من الجدار الفاصل بين إسرائيل والضفّة الغربيَة. ترتفع قرية سالم 188 مترًا عن سطحِ البحر. وتبعد حوالي 20 كم شمال غربي مدينة جنين. تتبع القرية للواء حيفا حسب التقسيم الإداري الإسرائيلي ويُدير شُؤونها المجلس المحلي طلعة عارة «معاليه عيرون» (بالعبرية: מעלה עירון) والذي يضمُّ أربعة قُرى أُخرى وهي: (زلفة، مشيرفة، البيّاضة ومُصمُص). بلغ عدد سُكَّانها في عامِ 1922م 44 نسمة وفي عامِ 1961م 170 نسمة واليوم يبلغ عدد سُكّانها حوالي 2,000 نسمة جميعهُم من العربِ المُسلمين. وتنقسم القرية إلى خمسة أحياء: أبو بكر، ودرويش، وصبيحات، وعيّاش ورفاعي. ويعمل معظم الذكور البالغين في القرية في العمل اليدوي.

## التاريخ
تم العثور على بقايا فخارية من العصر الحديدي، والفارسيّ، والعصر الهلنستي، وقد تم استخراج تركيب محفور في الصخر من الفترة الأخيرة.
كما تم العثور على بقايا من الفخار والعملات المعدنية من العصر الروماني، بالإضافة إلى بقايا من الفخار تعود إلى العصر البيزنطي، والفترة الإسلامية والمملوكية المبكرة.

### العصر العثماني
سالم، مثل بقية منطقة فلسطين، دُمجت في الدولة العثمانية في عام 1517، وفي تعداد عام 1596، كانت القرية تقع في ناحية سارا في لواء في اللجون. وكان عدد سكانها يتكون من تسعة أسر، جميعهم من المُسلمين. وكانوا يدفعون ضريبة ثابتة بنسبة 25% على المنتجات الزراعية، بما في ذلك القمح والشعير وأشجار الزيتون والماعز وخلايا النحل، بالإضافة إلى الإيرادات العرضية؛ وبلغ مجموع الضرائب 4,300 آقجة.
زار المسافر الفرنسي فيكتور جويرين القرية في عام 1870 وأشار إلى أنه «لا يوجد الآن فيها أكثر من 150 شخصاً، وهي تقع على تل يطل على جزء كبير من مرج ابن عامر». وأشار أيضاً إلى أنه كان هناك «آثار مميزة» للمباني القديمة.
في عام 1882، وصف صندوق استكشاف فلسطين سالم بأنها «قرية صغيرة تطل فوق الطريق، وتضم بئر في الشمال».

### عهد الانتداب البريطاني
في تعداد عام 1922، بلغ عدد سكان القرية حوالي 44 نسمة، وكان جميعهم من المُسلمين. وسواء في تعداد عام 1931 أو في إحصاءات عام 1945، تم احتساب عدد سكان قرية رمانة مع سالم.

### حرب 1948
خلال الحرب العربية الإسرائيلية عام 1948، أصبحت القرية والمنطقة المحيطة بها تحت السيطرة العراقية. وفي مارس من عام 1949، حلّت القوات الأردنية محل القوات العراقية في وادي عارة. وفي 3 أبريل من عام 1949، وقعّت كل من إسرائيل والأردن اتفاقية هدنة نصت على سيطرة إسرائيل على منطقة وادي عارة. خلال الحرب، استقرت 15 عائلة لاجئة في القرية. وعلى أراضي القرية أقام الجيش الإسرائيلي على خط التماس ما يعرف بمعسكر سالم، وهو معسكر كبير يمتد اليوم إلى داخل الضفة الغربية وفيه معبر مرور عبر الخط الأخضر ومقر للإدارة المدنية الإسرائيلية.

### دولة إسرائيل
في نوفمبر من عام 1954، دخلت قوة أردنية القرية وهاجمت مجموعة من رجال شرطة التابعة لشرطة حدود إسرائيل، مما أسفر عن إصابة أحدهم. وتسبب الحادث في حالة غضب لأن أهالي سالم لم يبلغوا عن دخول القوة إلى القرية ولم يعارضوها، مما سمح لها بمهاجمة قوات الأمن الإسرائيلية. وقال أهالي سالم إنهم كانوا في منازلهم ولم يروا شيئًا. وكان لأهالي سالم علاقات قوية مع قرية الرمانة الفلسطينية القريبة، حيث تعود أصول عشيرتان من سكان سالم إلى قرية الرمانة. في عقد 1950 كان هناك عمليات تهريب مستمرة بين القريتين.
في أواخر عقد 1950، أقام الكيبوتس اليهودي في غفعات عوز علاقات جيدة مع سالم وقرية زلفة عندما تم بناء عيادة كوبات حوليم في الكيبوتس والتي خدمت سكان سالم. في وقت لاحق قدم الكيبوتس خدمات المياه والنقل إلى سالم وتم بناء التواصل الاجتماعي بين المجتمعين حيث بدأ السكان في تعلم اللغة العبرية. وبدأ لاحقاً سكان قرية سالم في إبلاغ السلطات الإسرائيلية عن الهجمات القادمة من الأردن.
سالم هي إحدى قرى وادي عارة التي كانت تفتقر إلى الوضع البلدي بعد قيام إسرائيل. وكانت تحت إدارة المختار الذين تم تعينهم من قبل وزارة الداخلية الإسرائيلية. كان هؤلاء المخاتير يديرون القرية حتى عام 1992 عندما أنشأت وزارة الداخلية مجلس ناحال عيرون الإقليمي، ووحدتها مع سبع قرى عربية أخرى. كان سالم إحدى القريتين اللتين تعاونتا مع المجلس، بينما اعترضت القرى الأخرى على الترتيب الإداري وسعت إلى الحصول على وضع بلدية مستقل لكل قرية. خلال هذه الفترة تم رصف معظم الطرق الموجودة في سالم. ولتهدئة المخاوف المحلية في القرى الأخرى، أنشأت وزارة الداخلية لجنة تحقيق لدراسة الخيارات الأخرى، وفي عام 1996، قررت تقسيم المجلس الإقليمي إلى مجلسين محليين، أحدهما مجلس طلعة عارة أو معاليه عيرون، والذي يضم سالم والآخر هو مجلس بسمة المحلي. ومنذ عام 2010، يقع مبنى بلدية مجلس طلعة عارة في القرية.

## ديموغرافيا

### تعداد السكان
وفقا لتعداد دائرة الإحصاء المركزية الإسرائيلية عام 2008، كان سالم تضم حوالي 1,600 نسمة، حوالي 99.9% منهم من المُسلمون. وكان حوالي 49.8% من السكان دون سن 17، وكان حوالي 48.1% من السكان تتراوح أعمارهم بين 18-64، وكان حوالي 2.1% من السكان فوق 65. زكان متوسط العمر 18 عامًا.
| السنة        | 1922 | 1961 | 1972 | 1983 | 1995 | 2008  | 2016  |
| ------------ | ---- | ---- | ---- | ---- | ---- | ----- | ----- |
| تعداد السكان | 44   | 168  | 248  | 482  | 675  | 1,600 | 1,699 |

### العمل
وفقاً لتعداد دائرة الإحصاء المركزية الإسرائيلية لعام 2008، كان 32.5% من السكان مشتركون في القوى العاملة المدنية؛ أي حوالي 60.4% من الرجال وحوالي 0.9% من النساء. حوالي 49.3% من القوى العاملة من الذكور يعملون في مجال البناء، وحوالي 9.8% في التجارة بالجملة وتجارة التجزئة والسيارات، وحوالي 8.8% في التصنيع، أما النسبة المتبقية فتعمل في القطاعات الأخرى. عملت 100% من القوى العاملة من الإناث في مجال التعليم.

### العشائر
تنقسم سالم إلى قسمين، يسكن الجزء الغربي أفراد من عشيرة أبو بكر والتي يعود أصولها إلى يعبد. وفي عام 2001، بلغ عدد أبناء هذه العشيرة 3,500 شخص، منهم 3,000 يعيشون في الضفة الغربية وحوالي 500 يعيشون في إسرائيل - 300 في سالم وحوالي 200 في زلفة القريبة-. ويسكن الجزء الشرقي أفراد من عشائر العرفية وصبيحات، بالإضافة إلى بعض العشائر الأخرى.